# Apertifusus
Apertifusus is een geslacht van weekdieren uit de klasse van de Gastropoda (slakken).

## Soorten
- Apertifusus caparti (Adam & Knudsen, 1955)
- Apertifusus frenguellii (Carcelles, 1953)
- Apertifusus hubrechti Nolf, 2023
- Apertifusus josei (Hadorn & B. Rogers, 2000)
- Apertifusus meyeri (Dunker, 1869)